# 5521 Morpurgo
Az 5521 Morpurgo (ideiglenes jelöléssel 1991 PM1) a Naprendszer kisbolygóövében található aszteroida. Eleanor F. Helin fedezte fel 1991. augusztus 15-én.